# Villalvernia
Villalvernia é uma comuna italiana da região do Piemonte, província de Alexandria, com cerca de 932 habitantes. Estende-se por uma área de 4,63 km², tendo uma densidade populacional de 201 hab/km². Faz fronteira com Carezzano, Cassano Spinola, Pozzolo Formigaro, Tortona.

## Demografia
| Variação demográfica do município entre 1861 e 2011                               |
|                                                                                   |
| Fonte: Istituto Nazionale di Statistica (ISTAT) - Elaboração gráfica da Wikipedia |